# Wayne Routledge
Wayne Neville Anthony Routledge (Sidcup, Inglaterra, Reino Unido, 7 de enero de 1985) es un exfutbolista profesional británico que jugaba como centrocampista.

## Selección nacional
Fue internacional con la selección de fútbol sub-21 de Inglaterra.

## Clubes
| Club                               | País       | Año       |
| ---------------------------------- | ---------- | --------- |
| Crystal Palace F. C.               | Inglaterra | 2001-2005 |
| Tottenham Hotspur F. C.            | Inglaterra | 2005-2008 |
| Portsmouth F. C. (cedido)          | Inglaterra | 2006      |
| Fulham F. C. (cedido)              | Inglaterra | 2006-2007 |
| Aston Villa F. C.                  | Inglaterra | 2008-2009 |
| Cardiff City F. C. (cedido)        | Gales      | 2008-2009 |
| Queens Park Rangers F. C.          | Inglaterra | 2009-2010 |
| Newcastle United F. C.             | Inglaterra | 2010-2011 |
| Queens Park Rangers F. C. (cedido) | Inglaterra | 2011      |
| Swansea City A. F. C.              | Gales      | 2011-2021 |

## Palmarés

### Campeonatos nacionales
| Título                       | Club                      | País       | Año  |
| ---------------------------- | ------------------------- | ---------- | ---- |
| Football League Championship | Newcastle United F. C.    | Inglaterra | 2010 |
| Football League Championship | Queens Park Rangers F. C. | Inglaterra | 2011 |
| Copa de la Liga              | Swansea City A. F. C.     | Inglaterra | 2013 |